# Вулиця Василя Стуса (Херсон)
Вулиця Василя Стуса (колишні назви: Крайня, Енгельса) — вулиця у Корабельному районі (місцевість Сухарне) Херсона, сполучає вулиці Комкова та Чайковського. Перетинає вулиці Котляревського, Фрітаун, Смольну, провулок Мостовий, вулиці Мостову, Заміську, Запорізьку, Полтавську, Комунальну, провулок Ваденка.

## Історія
Вулиця почала формуватися в другій половині XIX ст., отримавши назву «Крайня», оскільки розташовувалася на околиці міста. Після Другої світової війни вулиця названа ім'ям одного з апологетів наукового комунізму Ф. Енгельса, який згадував про Херсон у працях, які висвітлювали події Кримської війни 1853—1856 рр.
В районі цієї вулиці у 1930 році було виявлено групове поховання кінця XVIII ст. У ньому знайдені залишки груботканого одягу, дві перуки, російська монета 1754 року й залізні кайдани, що належали, очевидно, одному з каторжників, праця яких використовувався на будівництві міста.
До визначних пам'яток вулиці слід віднести пам'ятку архітектури — Стрітенську церкву, або, як ще її називають, Сухарницьку церкву (буд. № 45). Вона побудована в 1899 р. в стилі неокласицизму.